# Delonix elata
Espèce
Statut de conservation UICN

 LC  : Préoccupation mineure

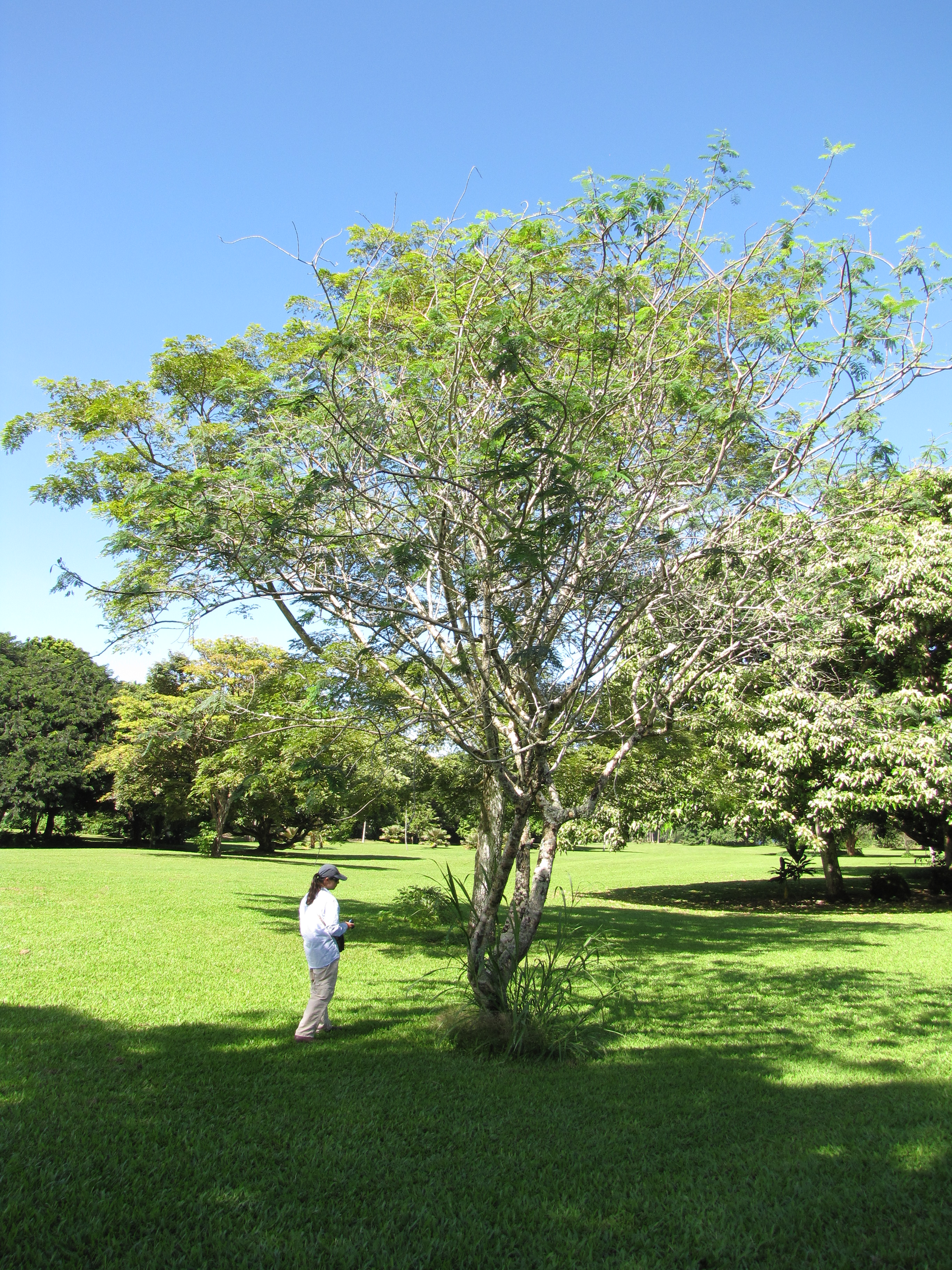
Delonix elata à Kahanu Gardens.

Delonix elata est une espèce de plantes à fleurs dicotylédones de la famille des Fabaceae. C'est un arbre trouvé en Afrique et sur la péninsule arabique.

## Description
Delonix elata est un arbre.

## Répartition et habitat
L'aire de répartition indigène de cet arbre s'étend du Soudan à la Tanzanie, au sud de la péninsule arabique. On l'arbre trouve dans les pays suivants : Arabie saoudite, Djibouti, Égypte, Éthiopie, Kenya, Ouganda, Somalie, Soudan, Tanzanie et Yémen.
La présence de ce taxon est incertaine en république démocratique du Congo.
Il pousse principalement dans le biome du désert ou des zones arbustives sèches.

## Systématique
Le nom correct complet (avec auteur) de ce taxon est Delonix elata (L.) Gamble.
L'espèce a été initialement classée dans le genre Poinciana sous le basionyme Poinciana elata L..
Cette espèce porte les noms communs en anglais de White gul mohur, Creamy peacock flower et Yellow gul mohur.
Delonix elata a pour synonymes :
- Caesalpinia elata (L.) Sw.
- Poinciana elata L.
- Poinciana playfairii T.Anderson